# True Obsessions
True Obsessions è un album di Marty Friedman, pubblicato il 24 settembre 1996 dall'etichetta discografica Shrapnel Records.

## Tracce

### Versione standard
1. Rio – 4:33
2. Espionage – 4:30
3. Last September – 4:22
4. Rock Box – 2:38
5. The Yearning – 3:48
6. Live and Learn – 4:03
7. Glowing Path – 6:22
8. Intoxicated – 5:57
9. Farewell – 5:29
10. Thunder March (demo) – 3:52

### Versione giapponese
1. Rock Box 2.38
2. Espionage 4.30
3. Last September 4.22
4. Intoxicated 5.56
5. Shine on Me 3.53
6. Hands of Time 4.13
7. Rio 4.32
8. Live and Learn 4.03
9. Glowing Path 6.21
10. The Yearning 3.46
11. Farewell 5.26

## Musicisti
1. Marty Friedman - Chitarre
2. Nick Menza - Percussioni
3. Greg Bissonette - Percussioni
4. Carmine Appice - Percussioni
5. Tony Franklin - Basso
6. Jimmy Haslip - Basso
7. Stanley Rose - Voce